# Chilo zoriandellus
Chilo zoriandellus là một loài bướm đêm trong họ Crambidae.